# Plamen Iliew
Plamen Iwanow Iliew (bulgarisch Пламен Иванов Илиев, wiss. Transliteration Plamen Ivanov Iliev; * 30. November 1991 in Botewgrad) ist ein bulgarischer Fußballtorwart, der seit September 2022 für den rumänischen Erstligisten Universitatea Cluj spielt.

## Karriere

### Anfänge
Mit neun Jahren begann Iliew bei Balkan Botevgrad in seiner Geburtsstadt das Fußballspielen. 2006 wechselte er in die Jugendmannschaft des bulgarischen Erstligisten Widima-Rakowski Sewliewo. Zur Saison 2009/10 rückte er in den Profikader auf, bestritt jedoch als Ersatzmann hinter Dimitar Pantev kein Spiel. Am 30. Juli 2010 gab er beim 1:1 gegen Lokomotive Plovdiw sein Profidebüt. Insgesamt bestritt Iliev im Zeitraum von 2009 bis 2011 ein Pokalspiel sowie 12 Ligaspiele.

### Lewski Sofia
Nach seiner ersten Halbsaison als Stammtorwart wechselte er zum 1. Januar 2011 in die Hauptstadt zu Lewski Sofia. Dort bestritt er am 6. März 2011 im Derby gegen Lokomotive Sofia das erste Spiel, welches 2:0 gewonnen wurde. Nach knapp vier Jahren und über 100 bestrittenen Ligaspielen für Lewski konnte man sich mit Iliew nicht auf einen neuen Vertrag einigen.

### Wechsel nach Rumänien
Somit wechselte er zur Saison 2015/16 ablösefrei zum rumänischen Verein FC Botoșani. Sein Debüt gab er am 2. Juli 2015 in der 1. Runde der Europa-League-Qualifikation gegen Spartaki Tskhinvali. In der 2. Runde schied er mit seinem Team gegen Legia Warschau aus. In der Liga bestritt er nach seinem ersten Einsatz am 12. Juli beim 0:0 gegen CS Universitatea Craiova 43 weitere Partien.
Ab dem Wintertransferfenster 2017 stand Iliew bei Astra Giurgiu unter Vertrag. Er unterschrieb beim damaligen amtierenden rumänischen Meister einen Zwei-Jahres-Vertrag. Er debütierte am 2. März 2017 beim 3:2-Sieg gegen Politehnica Iași.
Im Januar 2019 wechselte er zum bulgarischen Erstligisten Ludogorez Rasgrad. Im September 2021 zog es in zurück nach Rumänien zum dortigen Erstligisten Dinamo Bukarest. Ab Februar 2022 folgte eine halbe Saison beim Ligakonkurrenten FC Hermannstadt eher im September desselben Jahres erneut innerhalb der Superliga zu Universitatea Cluj wechselte.

### Nationalmannschaft
Iliew stand von 2010 bis 2012 neun Mal im Tor der bulgarischen U-21-Nationalmannschaft.
Am 29. Mai 2012 debütierte er im Freundschaftsspiel gegen die Türkische Nationalmannschaft, als er bei der 0:2-Niederlage in der 75. Spielminute für Stojan Kolew eingewechselt wurde.